# 寺内 (真岡市)
寺内 (てらうち) は栃木県真岡市の地名。丁番を持たない単独町名である。 

## 地理
真岡市の南西部に位置している。

## 学区
市立小・中学校に通う場合、学区は以下の通りとなる。
| 番・番地等 | 小学校             | 中学校             |
| ---------- | ------------------ | ------------------ |
| 全域       | 真岡市立中村小学校 | 真岡市立中村中学校 |

- 2018年3月末に真岡市立中村東小学校が閉校するまでは同校が学区であった。

## 交通
町内を通るバスは存在しない。

### 鉄道
- 真岡鐵道真岡線 - 町内に寺内駅がある。

### 道路
町内には国道294号・国道408号分岐の寺内南交差点がある。
- 国道294号 (八木岡バイパス) - 町内の中心部に通っている。
- 国道408号
- 栃木県道320号二宮宇都宮線 - 町内の西側に通っている。